# 비보륵스키구

비보륵스키의 위치

비보륵스키구(러시아어: Выборгский район)는 상트페테르부르크에 위치한 행정 구역이다.
- 레바쇼보(Левашово)
- 파르골로보(Парголово)
- 삼프소니옙스코예(Сампсониевское)
- 스베틀라놉스코예(Светлановское)
- 소스놉스코예(Сосновское)
- 파르나스(Парнас)
- 슈발로보오제르키 자치구(Шувалово-Озерки)

## 인구
4만1,200명이 거주하고 있다(2007년).

## 같이 보기
- 상트페테르부르크의 행정 구역